# Austromontia caledonica
Austromontia caledonica is een hooiwagen uit de familie Triaenonychidae. De wetenschappelijke naam van Austromontia caledonica gaat terug op Lawrence.